# Idioma mongol
El mongol (en mongol: alfabeto cirílico: монгол хэл, mongol khel; escritura mongola: ᠮᠣᠩᠭᠣᠯ ᠬᠡᠯᠡ, Mongɣol kele) es el miembro más conocido de las lenguas mongólicas y el idioma principal de la mayoría de los mongoles residentes de la República de Mongolia. También se habla en las zonas fronterizas con este país de la República Popular China y la Federación de Rusia.

## Clasificación

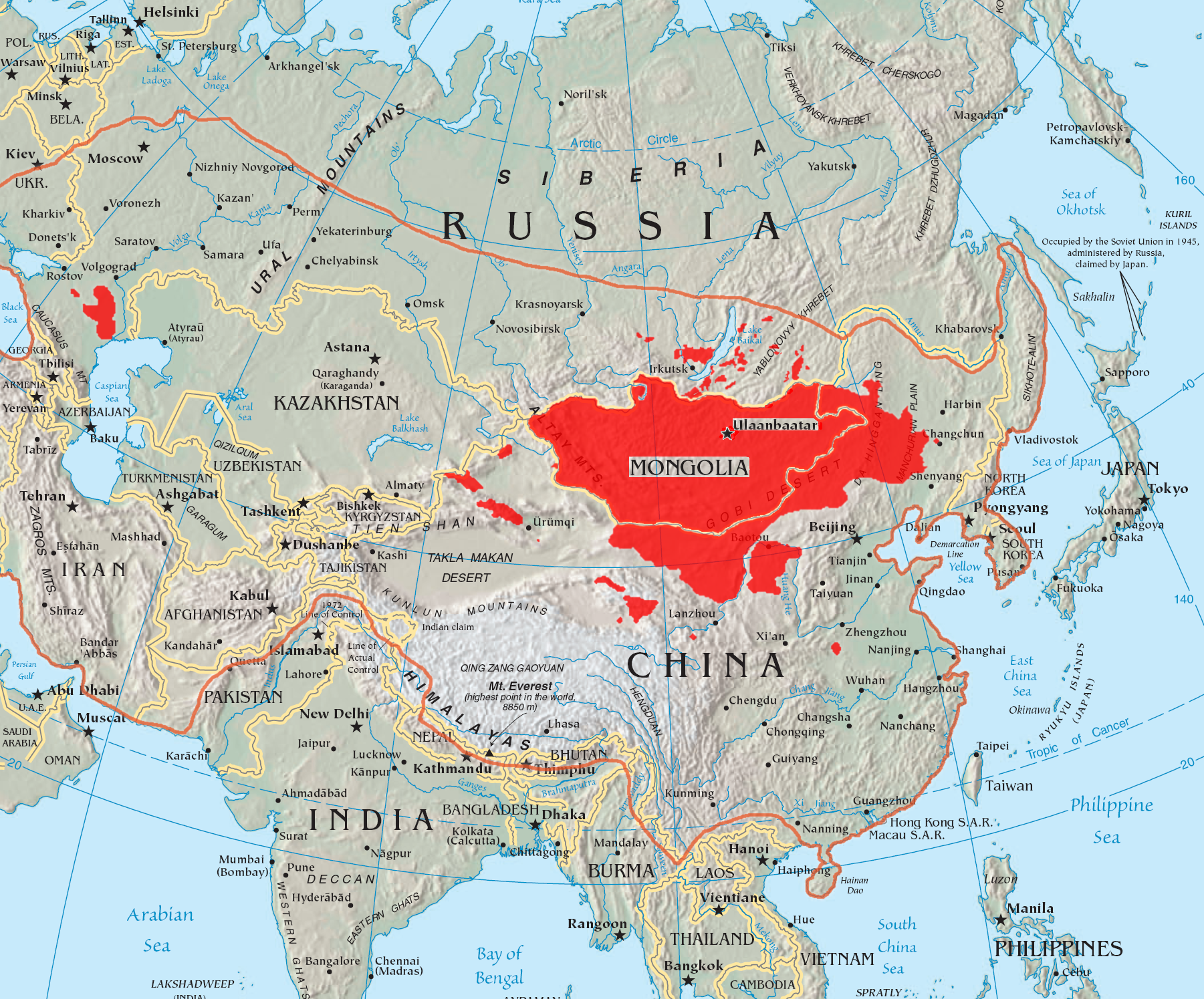
Mapa topográfico. La línea roja muestra la extensión del imperio mongol. Algunos sitios están marcados en rojo. Estos incluyen toda Mongolia, la mayor parte de Mongolia Interior y Kalmukia, tres enclaves en Xinjiang, varios enclaves pequeños alrededor del Lago Baikal, parte de Manchuria, Gansu, Qinghai, un sitio cerca de Nankín y el sur-suroeste de Zhengzhou.

En Mongolia Interior, las políticas oficiales sobre los idiomas dividen al mongol en tres dialectos: mongol meridional, oirate y barghu-buriato. El mongol meridional correspondería al chajar, el ordos, el baarin, el jorchin, el jarchin y el alasha. Las autoridades han producido un estándar literario para el mongol en China cuya gramática se basa en el "mongol meridional" y cuya pronunciación se basa en el dialecto chajar como se habla en las Ocho Banderas. Desde el punto de vista de la dialectología, los dialectos meridionales occidentales son más cercanos al jalja que a los dialectos meridionales orientales. Por ejemplo, el chajar es más cercano al jalja que al jorchin.

## Escritura
El mongol escrito ha usado una gran variedad de alfabetos a lo largo de los años. El primer alfabeto mongol oficial se creó en el siglo XII, aunque ha sufrido modificaciones y a veces ha sido suplantado por otras escrituras. Este alfabeto fue usado en el país hasta 1943, año en el que fue sustituido por el cirílico, y este aún es la escritura más usada en el país. El alfabeto tradicional está siendo reintroducido poco a poco en el sistema de educación pública, siendo oficial junto al cirílico en 2025, y a partir del 2030 como el único oficial. En Mongolia Interior, en China, el alfabeto tradicional no dejó de usarse, aunque se consideró el uso del cirílico brevemente antes del alejamiento chino-soviético.
El alfabeto cirílico empleado para el mongol es el siguiente:
| Cirílico | AFI | Transliteración |    | Cirílico | AFI    | Transliteración |
| -------- | --- | --------------- | -- | -------- | ------ | --------------- |
| Аа       | a   | a               |    | Пп       | p      | p               |
| Бб       | b   | b               | Рр | ɾ        | r      |                 |
| Вв       | w̹   | v               | Сс | s        | s      |                 |
| Гг       | ɡ   | g               | Тт | t        | t      |                 |
| Дд       | d   | d               | Уу | u        | u      |                 |
| Ее       | je  | ye              | Үү | ʊ        | ü      |                 |
| Ёё       | jɔ  | yo              | Фф | f        | f      |                 |
| Жж       | ʤ   | zh              | Хх | x        | j      |                 |
| Зз       | ʣ   | (d)z            | Цц | ʦ        | ts     |                 |
| Ии       | i   | i               | Чч | ʧ        | ch     |                 |
| Йй       | j   | y               | Шш | ʃ        | sh     |                 |
| Кк       | k   | k               | Щщ | sʧ       | s(h)ch |                 |
| Лл       | ɮ   | l               | Ыы | ɨ        | y      |                 |
| Мм       | m   | m               | Ьь | ʲ        | y      |                 |
| Нн       | n   | n               | Ээ | e        | e      |                 |
| Оо       | ɔ   | o               | Юю | ju       | yu     |                 |
| Өө       | ɵ   | ö               | Яя | ja       | ya     |                 |

## Gramática
La siguiente descripción se basa ante todo en el mongol jalja estándar (es decir, el idioma escrito estándar como lo formalizan las convenciones escritas y la gramática escolástica, en contraposición con la investigación del comportamiento real de ciertos grupos de individuos), pero mucho de esta también es válido para el jalja hablado y otros dialectos mongoles, en especial el chajar.
El mongol es una lengua de orden sujeto objeto verbo y usa postposiciones. También presenta el uso de 8 casos gramaticales, entre ellos: nominativo, genitivo, dativo, acusativo, ablativo, instrumental, comitativo y adlativo.

### Morfología
El mongol moderno es un idioma aglutinante que casi solo usa sufijos; La mayoría de los sufijos consisten de un solo morfema. Tiene una gran cantidad de morfemas que ayudan a generar palabras más complejas a partir de raíces. Por ejemplo, la palabra bajguullagynh consiste en la raíz baj- ‘ser’, una epéntesis -g-, la partícula causativa -uul- (luego ‘fundar’), el sufijo derivado -laga que forma substantivos creados por la acción (como -ción en ‘organización’) y el sufijo complejo –ynh que indica algo que pertenece a la palabra modificada (-yn sería un genitivo).

### Sintaxis

#### Estructura de la frase
El orden de la frase nominal tiene es pronombre demostrativo/numeral, adjetivo, sustantivo. Las oraciones atributivas preceden a toda la frase nominal. Los títulos u ocupaciones de gente, grupos de números bajos y clíticos de tópico se ponen tras el substantivo núcleo. Los pronombres posesivos pueden preceder o seguir a la frase nominal. Ejemplos: 
| bid-nij                                      | uulz-san           | ter | sajhan | zaluu-gaas            | č    |
| nosotros-genitivo                            | encontrar-perfecto | ese | bello  | joven.hombre-ablativo | foco |
| ‘incluso de ese bello joven que encontramos’ |                    |     |        |                       |      |
| Dorž                   | bagš    | maan’   |
| Dorj                   | maestro | nuestro |
| ‘nuestro maestro Dorj’ |         |         |
El orden de constituyentes mencionados en los apartados anteriores son típicos de lenguas de núcleo final: el núcleo sintáctico aparece hacia el final de cada sintagma siendo precedido dicho núcleo por los complementos sintácticos del núcleo.

## Historia lingüística
«Mongol antiguo» es el nombre que se le da al idioma reconstruido que sería el ancestro inmediato del lenguaje representado por los primeros dos siglos de textos en un idioma mongol.

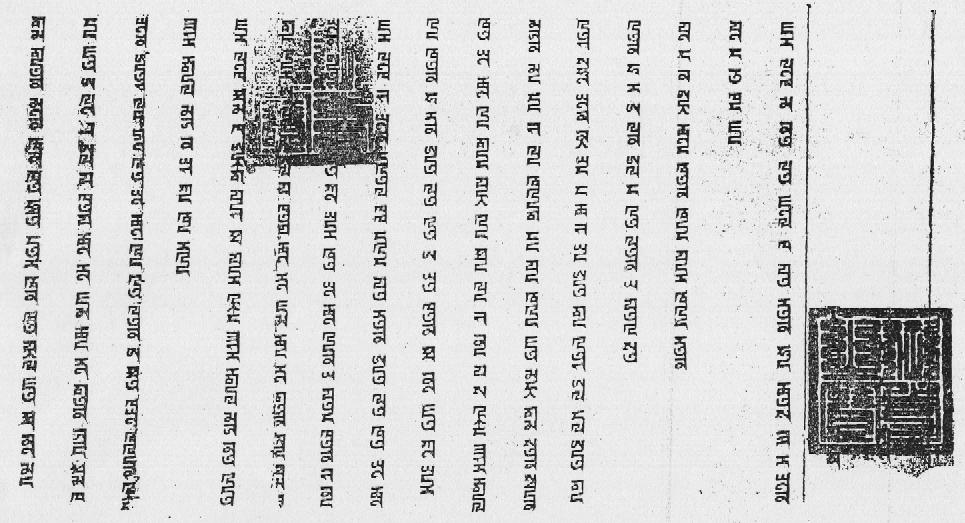

El texto mongol más antiguo es probablemente la Estela de Yisüngge, un informe sobre deportes compuesto en la escritura mongola sobre piedra. Se considera que se remonta a 1224 o 1225. Desde el siglo XIII hasta el siglo XV, los textos mongoles fueron redactados usando cuatro escrituras diferentes (sin contar algunos vocabularios escritos en alfabetos occidentales): escritura del mongol uigur (una adaptación del alfabeto para el idioma uigur), el alfabeto phagspa (usado en decretos), caracteres chinos y el alfabeto árabe (usado en diccionarios). En los estudios académicos, estos textos reciben el nombre de "Mongol Medio" Los textos en alfabeto uigur muestran algunas características lingüísticas distintivas y por lo tanto a menudo son llamados "mongol preclásico".
El siguiente período claramente distinto es el del mongol clásico, que va del siglo XVII al XIX. Se trata de un lenguaje con un alto nivel de estandarización en la ortografía y sintaxis que lo diferencia del mongol moderno. Los documentos más famosos en este idioma son Kanjur y Tanjur así como varias crónicas. En 1686, se creó la escritura soyombo (textos budistas), que da una clara evidencia de peculiaridades fonológicas del mongol clásico.